# Feeling Good
Feeling Good (noto anche come Feelin' Good) è un brano composto da Anthony Newley e Leslie Bricusse per il musical del 1965 The Roar of the Greasepaint - The Smell of the Crowd interpretato da Cy Grant, che ha cantato la versione originale della canzone (che però non è mai stata pubblicata). Da quel momento è stata ricantata da numerosi artisti fra cui Adam Lambert, Avicii, Bobby Darin, Ed Sheeran e Alice Russell con The Quantic Soul Orchestra, Eels, Frank Sinatra Jr., George Michael, Jennifer Hudson, Joe Bonamassa, John Barrowman, John Coltrane, Michael Bublé, i Muse, My Brightest Diamond, Naruyoshi Kicuchi con gli Ornithology, Nina Simone, Ms. Lauryn Hill, Sharon Jones and the Dap Kings, Stephen Williams, Prince Poppycock, Rebecca Ferguson, Roman Veremeychik, Ronan Parke, Sammy Davis Jr., The Pussycat Dolls, Toše Proeski e Traffic.
Nel 2021 John Legend ha eseguito il brano dal vivo nel corso della Cerimonia di insediamento del presidente americano Joe Biden.
Wim Wenders ha inserito il brano di Nina Simone nella scena finale di Perfect Days (2023).

## Cover
Per via della sua particolarità molte delle cover più recenti si sono ispirate alla versione di Nina Simone, più che all'originale, al punto che spesso il brano è accreditato alla Simone.

### Nina Simone
La versione di Nina Simone è apparsa sul suo album I Put a Spell on You del 1965. La stessa versione è anche presente nel film di Nome in codice: Nina (Point of No Return) del 1993, in cui la protagonista usa il nome in codice "Nina" e afferma di essere una fan di lunga data della Simone. La canzone è anche nella colonna sonora del film Last Holiday (2006), del film Repo Men (2010), del film Perfect Days(2024), del gioco The Saboteur del 2009 (ambientato durante la seconda guerra mondiale, molto prima che la canzone sia stata scritta), nell'episodio di Chuck Chuck vs. la luna di miele e nel primo episodio della terza stagione di Person of Interest (serie televisiva), Libera uscita.